# Mike Wengren
Mike Wengren (ur. 3 września 1971 w Chicago) – amerykański perkusista, znany głównie z hardrockowego zespołu Disturbed, którego jest jednym z założycieli.

## Życiorys
Urodził się i dorastał w Evergreen Park w stanie Illinois. Swoją przygodę z perkusją zaczął w wieku 10 lat, ale dopiero pięć lat później potraktował to jako sposób na życie. w 1994 roku wraz z Danem Doneganem oraz Steve’em Kmakiem założył zespół Brawl, który dwa lata później przekształcił się w Disturbed.

## Dyskografia

### z Brawl
- Demo Tape (1994)

### z Disturbed
- Demo (1998)
- The Sickness (2000)
- Believe (2002)
- Ten Thousand Fists (2005)
- Indestructible (2008)
- Asylum (2010)
- The Lost Children (2011)

### Inne projekty
- "A Song for Chi" (2009)